# Endost

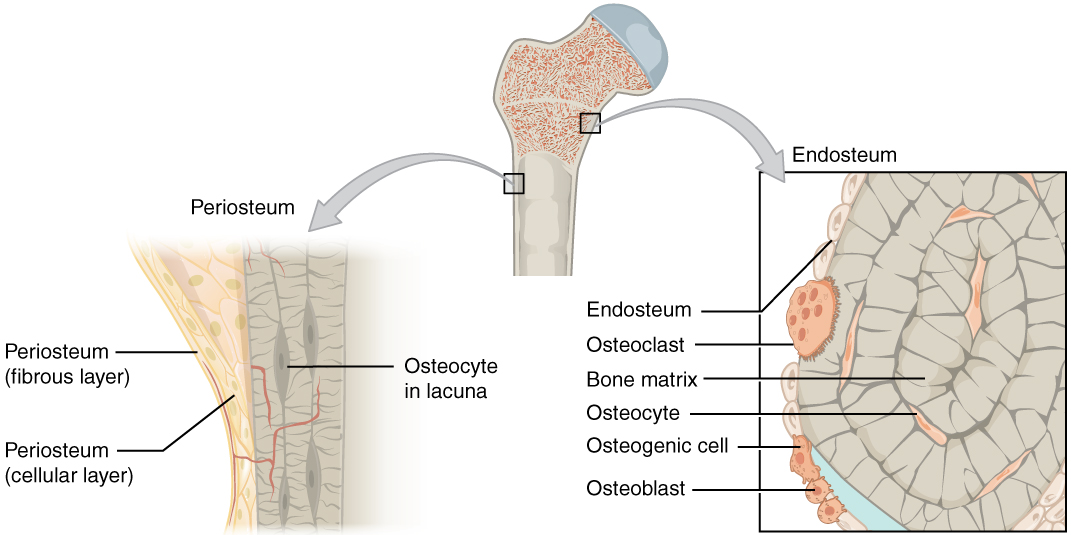
periost en endost

Endost en periost zijn de bindweefselvliezen die bot bedekken. Endost bedekt de holten aan de binnenkant van het bot. Het bevat veel osteoprogenitorcellen.
Endost en periost zorgen voor de voeding via kanalen van Volkmann, aanleveren van osteoblasten en zorgen voor groei, herstel en remodellering van het bot.
- Terminologia Anatomica: A02.0.00.038
- Terminologia Histologica: H2.00.03.7.00022